# Xe tăng Type 69
Xe tăng Type 69 (tiếng Trung: 69式; bính âm: Liùjiǔ shì) và Type 79 (tiếng Trung: 79式; bính âm: Qījiǔ shì) là xe tăng chủ lực của Quân đội Trung Quốc. Cả hai đều là xe tăng chủ lực phát triển dựa trên xe tăng hạng trung Type 59 (Phiên bản nội địa dựa trên T-54A) với công nghệ của xe tăng T-62. Đây là xe tăng chiến đấu chủ lực đầu tiên do Trung Quốc tự phát triển. Type 69 có khoảng cách rõ rệt giữa bánh xe tiếp đất thứ nhất và thứ hai giống như T-54A. Những cải tiến khác bao gồm động cơ mới, máy tính đạn đạo và máy đo khoảng cách bằng laser. Phiên bản Type 79 tiên tiến hơn được trang bị pháo nòng xoắn 105 mm, cũng được trang bị trên xe tăng Type 80.

## Lịch sử

### Sự phát triển của Type 69
Sau khi Trung-Xô chia rẽ, Liên Xô đã rút đội ngũ kỹ thuật và ngừng hỗ trợ cho ngành công nghiệp vũ khí của Trung Quốc. Điều này khiến quá trình phát triển xe tăng trong nước của Trung Quốc bị đình trệ đáng kể. Sau năm 1960, PLA và Bộ chế tạo máy thứ năm đã bắt tay vào phát triển mẫu xe tăng đầu tiên do Trung Quốc tự phát triển. Năm 1965, các mục tiêu phát triển đã được hoàn thiện và sản phẩm được đặt tên nội bộ là "WZ121". Năm 1966, nguyên mẫu đầu tiên đã xuất xưởng. Tuy nhiên, Cách mạng Văn hóa và sự hỗn loạn do nó gây ra đã cản trở quá trình phát triển xe tăng hơn nữa.
Trong cuộc xung đột biên giới Trung-Xô năm 1969, PLA đã chiếm được một xe tăng chủ lực T-62 của Liên Xô. Chiếc xe tăng bị thu giữ đã được kiểm tra và một số thành phần của nó như hệ thống đèn pha tìm kiếm hồng ngoại Luna IR của Liên Xô đã được sao chép và tích hợp vào nguyên mẫu Type 69. Sau khoảng một thập kỷ phát triển, chiếc xe tăng đầu tiên do Trung Quốc tự phát triển và sản xuất trong nước đã được đưa vào trang bị cho Lục quân Quân giải phóng nhân dân Trung Quốc (PLA) với tên gọi Xe tăng hạng trung Type 1969 hoặc gọi tắt là Xe tăng Type 69.
Ngoại hình của Type 69 không khác nhiều so với Type 59. Bọng hút khói trên pháo 100mm được di chuyển về phía sau và có một đèn hồng ngoại lớn gắn vào tháp pháo. Trên tháp pháo có máy đo khoảng cách laser và một đèn hồng ngoại nhỏ hơn trên cửa sập của chỉ huy, khiến nó trở thành xe tăng đầu tiên của Trung Quốc có khả năng chiến đấu ban đêm. Nâng cấp chính của Type 69 nằm ở hỏa lực của nó. Type 69 là xe tăng đầu tiên của Trung Quốc được trang bị pháo nòng trơn 100mm có khả năng bắn đạn APFSDS. Nó cũng có hệ thống ổn định pháo hai mặt phẳng. Với những nâng cấp này, Type 69 có khả năng chiến đấu vượt trội so với Type 59, đặc biệt là vào ban đêm. Nó cũng nhanh hơn nhờ động cơ được nâng cấp. Tuy nhiên, khả năng bảo vệ của Type 69 về cơ bản giống như Type 59. Giống như Type 59, nó cũng không có khả năng bảo vệ NBC.
Type 69 được đưa vào sử dụng năm 1974. Tuy nhiên, vì về cơ bản đây chỉ là biến thể cải tiến của Type 59 nên quân đội Trung Quốc quyết định phát triển một xe tăng chiến đấu chủ lực thế hệ thứ hai khác dựa trên công nghệ mới. Chương trình phát triển xe tăng mới là xe tăng Type 80, bắt đầu vào năm 1978, dựa trên nền tảng được đặt ra trong quá trình phát triển xe tăng Type 69.

#### Các vấn đề khi sử dụng
Bất chấp những cải tiến, do số lượng lớn các vấn đề kỹ thuật khi vận hành xe tăng, lô xe tăng Type 69 đầu tiên đã bị đưa trở lại nhà máy. Đến tháng 3 năm 1974, chỉ có 100 xe tăng Type 69 được sản xuất. Các nhà sản xuất liên quan trong quá trình phát triển xe tăng không có đủ kinh nghiệm hoặc kiến thức, và các yêu cầu thiết kế quá tham vọng đồng nghĩa với lãng phí rất nhiều thời gian. Cuộc Cách mạng Văn hóa đã làm trầm trọng hóa vấn đề này. Type 69 đã phải mất gần một thập kỷ để phát triển nhưng chỉ tạo ra một chiếc xe tăng chỉ khác một chút so với Type 59 ban đầu và chỉ cải thiện đáng kể về hỏa lực. Vào thời điểm Type 69 đi vào sản xuất, các quốc gia khác đã phát triển các loại xe tăng tiên tiến hơn nhiều như MBT M60 của Mỹ hoặc sau này là T-72 của Nga.

#### Sự phát triển của Type 79
Quan hệ giữa Trung Quốc và phương Tây dần cải thiện vào những năm 1980, và Trung Quốc đã có thể nhập khẩu một số công nghệ phương Tây để cải thiện hệ thống vũ khí của mình. Type 69 được nâng cấp với các hệ thống phương Tây như Marconi FCS của Anh và pháo Royal Ordnance L7 cỡ 105 mm. Phiên bản mới được gọi là Type 79, đánh dấu sự kết thúc của quá trình phát triển xe tăng thế hệ đầu tiên của Trung Quốc.
Ngày nay chỉ còn lại vài trăm chiếc Type 69/Type 79 trong kho của PLA, chủ yếu được triển khai với các đơn vị huấn luyện hoặc dự bị. Type 69/Type 79 đang được thay thế bằng Xe tăng Type 96 và Xe tăng Type 99 mới hơn.

### Xuất khẩu

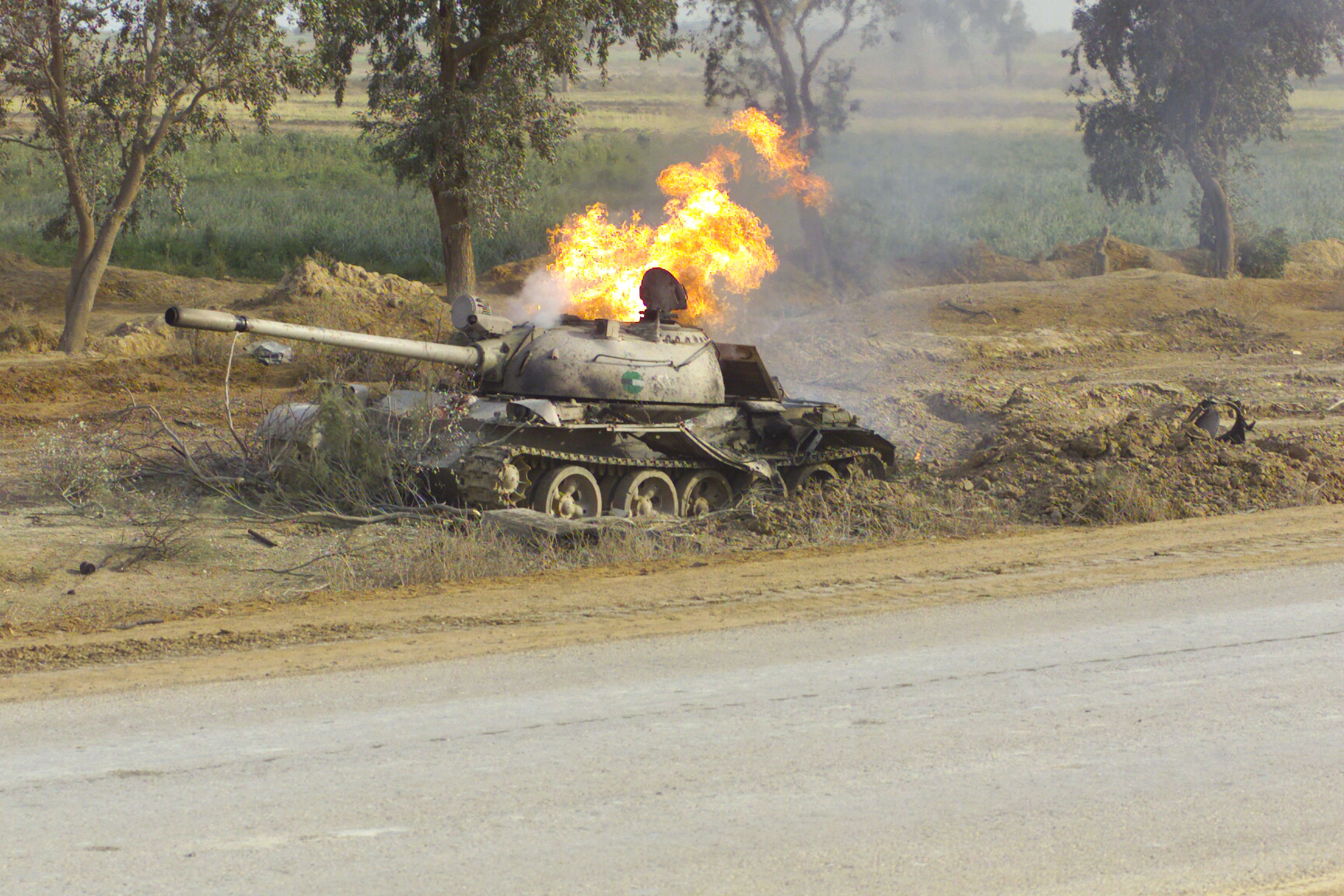
Một xe tăng Type 69 bị bắn cháy phía Bắc cầu An Nu'maniyah trên đường cao tốc 27 tháng 4/2003.

PLA không hài lòng với hiệu suất của Type 69, nhưng nó vẫn trở thành một trong những loại xe bọc thép xuất khẩu thành công nhất của Trung Quốc. Các phiên bản xuất khẩu này được gọi là Type 69-II (trái ngược với Type 69-I trong nước) và đã kết hợp những cải tiến không có trong Type 69-I ban đầu. Hơn 2.000 chiếc đã được bán trên toàn thế giới vào những năm 1980. Sự đơn giản, chắc chắn và chi phí thấp của xe tăng khiến chúng trở nên hấp dẫn trên thị trường xuất khẩu, và Trung Quốc đã bán hàng trăm chiếc cho cả hai bên trong Chiến tranh Iran – Iraq. (Gelbart 1996:18) Phần lớn số xe tăng này sau đó đã được Saddam Hussein sử dụng trong Chiến tranh vùng Vịnh và Chiến tranh Iraq năm 2003.
Trong những năm 1980, Trung Quốc đã bán hàng trăm xe tăng chủ lực Type 69 cho Iraq. Đến Chiến tranh vùng Vịnh Ba Tư năm 1990 và 1991, các nhà phân tích phương Tây tin rằng Iraq đã nâng cấp một số xe tăng Type 69 với hệ thống nạp đạn tự động. Tất cả các phiên bản xe tăng được xuất khẩu dưới tên định danh Type 69-QM.
Theo các báo cáo chiến đấu từ cuộc xâm lược Iraq năm 2003, Type 69-QM đã được các đơn vị Quân đội Iraq sử dụng trong Trận Nassiriya tháng 3 năm 2003, hầu hết chúng được sử dụng làm lô cốt pháo binh. Chúng đóng vai trò quan trọng trong các cuộc phục kích chống lại Đại đội 507 của Quân đội Hoa Kỳ và Đại đội Charlie thuộc Tiểu đoàn 1, Thủy quân lục chiến số 2, trước khi trực thăng AH-1 Cobra tiêu diệt xe tăng Iraq. Hai chiếc Type 69 đã phá hủy ít nhất bốn xe của Đại đội 507, trong số đó có một chiếc xe tải hạng nặng bị một trong những chiếc xe tăng đâm vào. Ngoài ra còn có một báo cáo trực tiếp về việc bốn chiếc Type 69 ẩn sau một số tòa nhà tấn công Đại đội Charlie của Thủy quân lục chiến bằng hỏa lực gián tiếp và vô hiệu hóa một số xe AAV. Một số chiếc Type 59/69 bị hỏng đã được bố trí làm mồi nhử hoặc chướng ngại vật.
Xe tăng Type 69 của Quân đội Myanmar cũng được cho là đã giao chiến với xe tăng M60A3 của Quân đội Hoàng gia Thái Lan vào năm 2001 trong trận chiến tại Đồn biên phòng 9631 của Thái Lan.

## Các phiên bản

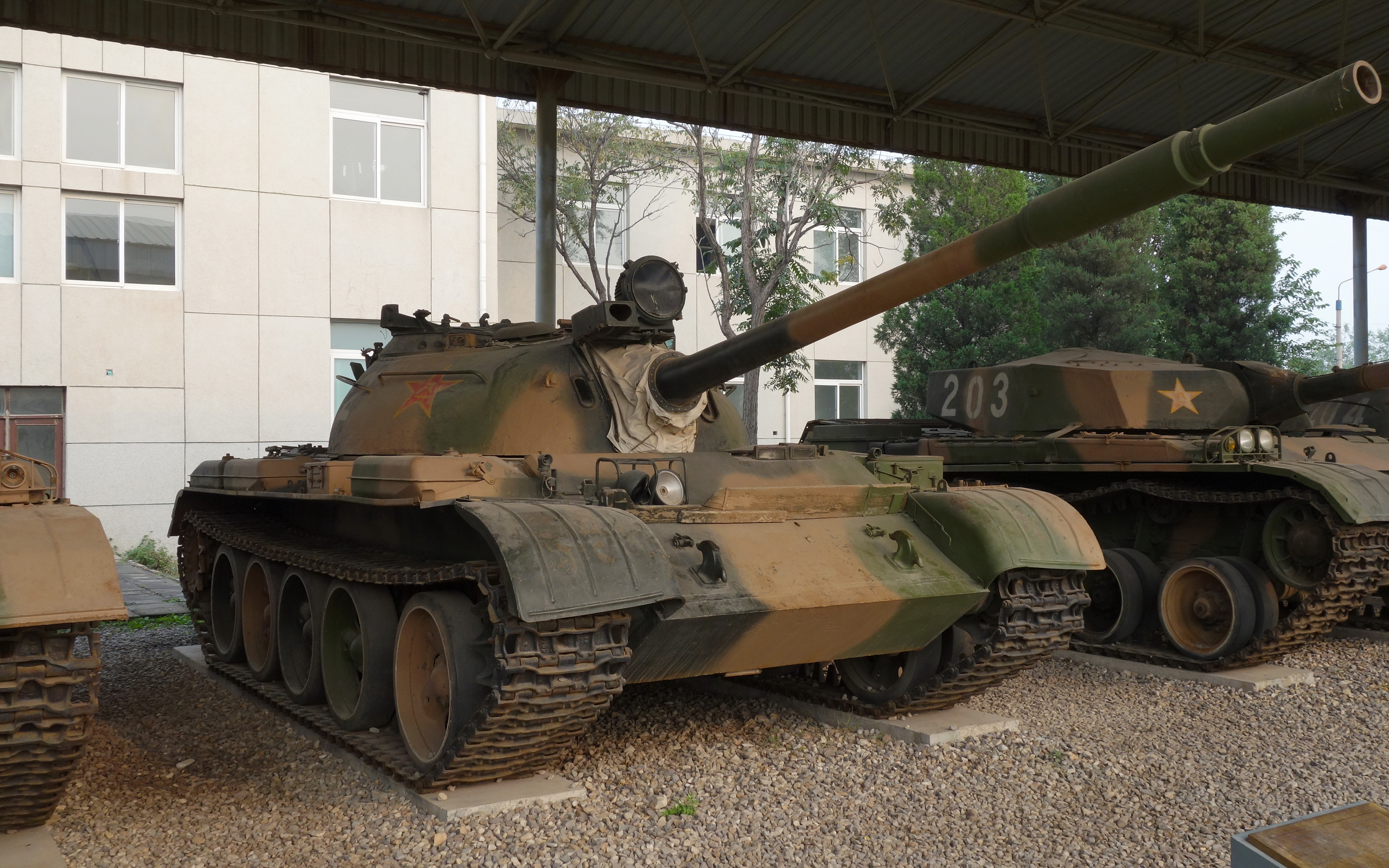
Type 69.

### Nguyên mẫu
- Type 69 – Nguyên mẫu chế tạo dựa trên thân xe Type 59, được trang bị động cơ diesel 580 mã lực, Type 69 sử dụng pháo nòng trơn 100 mm, đèn hồng ngoại IR, bộ định tầm laser.
- Type 69-I – Biến thể xe tăng nội địa, kết hợp một số công nghệ từ MBT T-62 của Liên Xô bị bắt giữ, chẳng hạn như hệ thống đèn tìm kiếm hồng ngoại Luna và khả năng bảo vệ NBC được cải thiện. Ký hiệu -I (chẳng hạn như Type 59-I, Type 69-I) biểu thị phiên bản xe tăng nội địa. Ký hiệu -2 biểu thị phiên bản xe được thiết kế để xuất khẩu.[6] Tương tự như vậy, hậu tố "M" cũng biểu thị một biến thể xuất khẩu ra nước ngoài..

### Các phiên bản được sản xuất

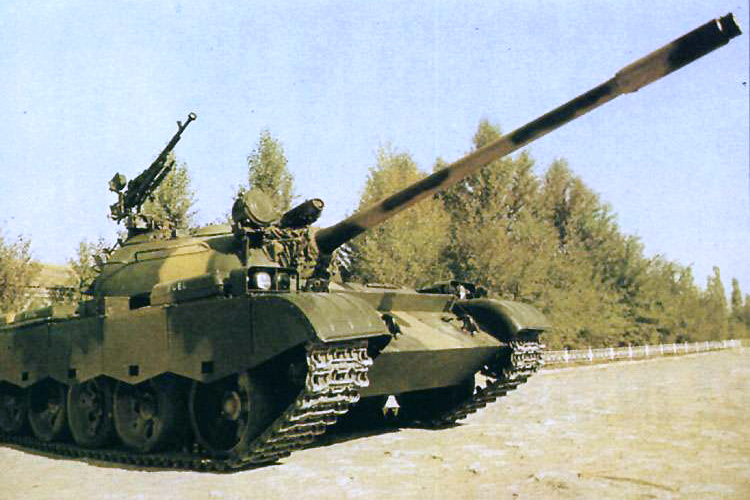
Type 69-II

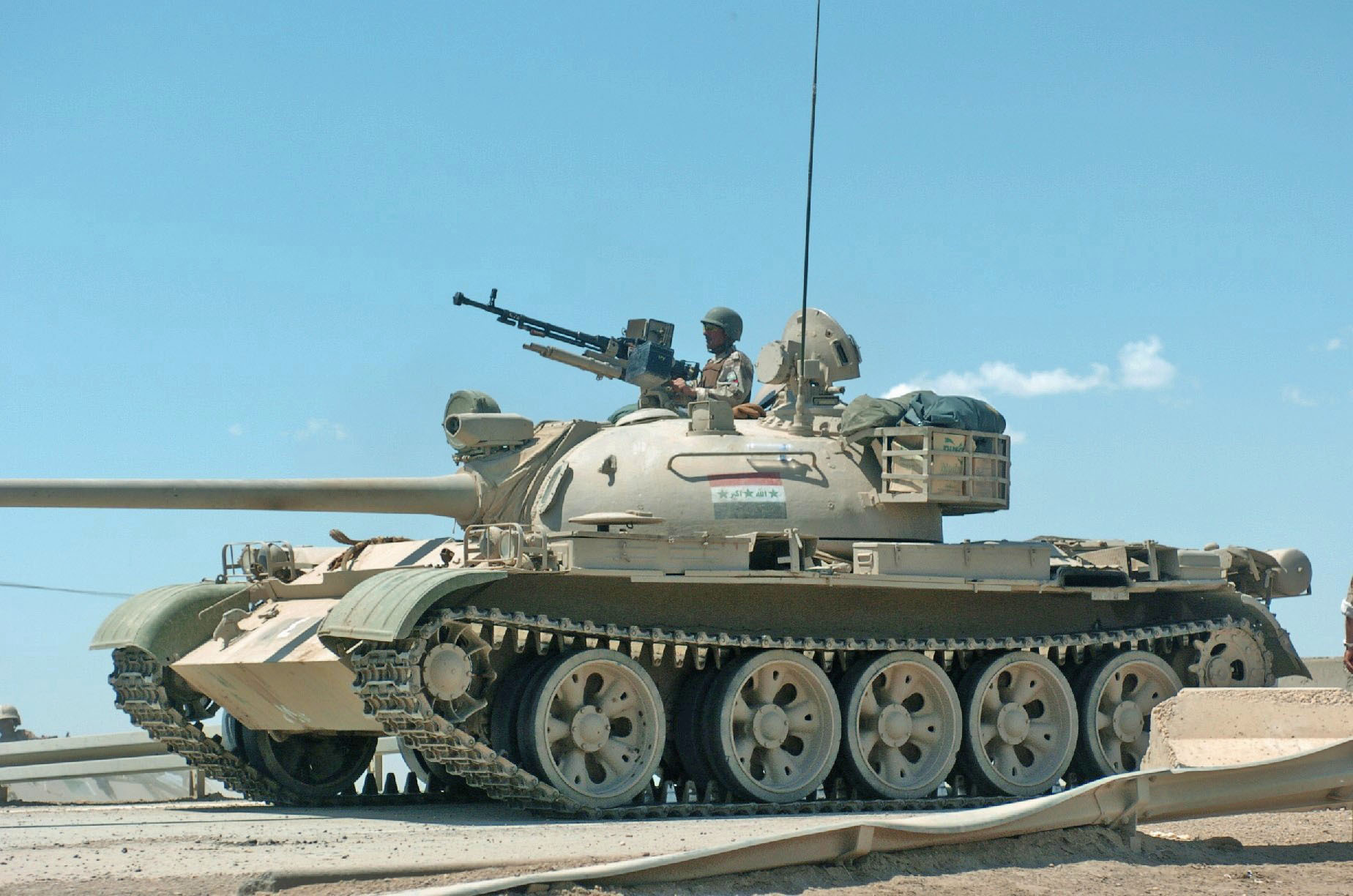
Lục quân Iraq với xe tăng Type 69-II.

#### Type 69
- Type 69-IIA – Phiên bản đầu tiên được chế tạo vào năm 1982, trang bị:
  - Pháo chính nòng trơn 100 mm
  - Hệ thống điều khiển hỏa lực mới 
    - Hệ thống ổn định pháo hai mặt phẳng TSFC
    - Kính ngắm cho pháo thủ Type 70
    - Đo xa laser TCRLA
    - Máy tính đạn đạo BCLA

  - Radio Type 889
  - Giáp váy
  - Giá lưu trữ đạn trên tháp pháo
  - Súng phóng lựu khói
  - 2 nắp dầu hình thoi trên tấm góc cạnh phía sau sàn động cơ.

Phiên bản này được xuất khẩu rộng rãi và được chế tạo tại Pakistan theo giấy phép bởi Heavy Industries Taxila (HIT). Xe tăng Type 69-II cũng được quân đội Hoàng gia Thái Lan trang bị, với tên gọi Type 30.
- Type 69-IIB/C – Phiên bản xe tăng chỉ huy của Type 69-II có bổ sung các thiết bị liên lạc và nguồn điện dự phòng.
- Type 653 ARV – Phiên bản xe cứu kéo dựa trên khung gầm xe tăng Type 69.[13] Xe có khả năng nâng khối lượng tới 70 tấn.[14]

#### Type 79

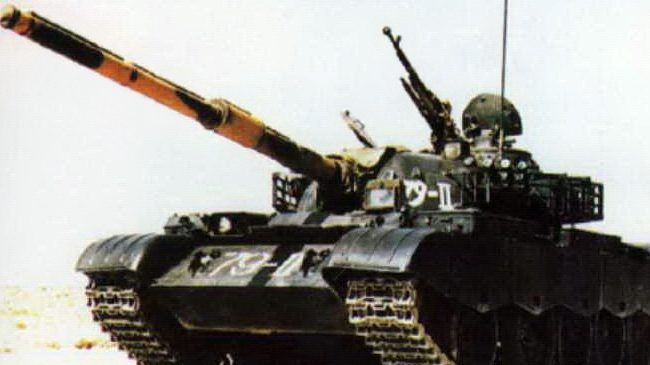
Xe tăng Type 79 (Type 69-III, WZ-121D).

- Type 79 (Type 69-III) – Mang định danh WZ-121D, Type 79 là phiên bản Trung Quốc nâng cấp xe tăng Type 69-II với công nghệ của phương Tây. Được đưa vào trang bị trong quân đội Trung Quốc với cái tên Xe tăng chủ lực Type 79. Năm 1981, nguyên mẫu đầu tiên được sửa đổi theo thông số kỹ thuật là Type 69-III. Hai nguyên mẫu chính thức được chế tạo vào năm 1983, được trang bị các thành phần chính như máy đo khoảng cách laser. Type 79 đi vào sản xuất năm 1984 và xuất hiện trước công chúng tại lễ diễu hành kỷ niệm 35 năm thành lập nước CHND Trung Hoa vào năm 1984. Các cải tiến bao gồm:[15]
  - Bánh xích có đệm cao su
  - Hệ thống bảo vệ sinh hóa NBC.
  - Pháo chính ZPL-83 (Type 83)[16] cỡ nòng 105 mm (cải tiến từ pháo chính L7) với cải tiến bổ sung lớp bọc cách nhiệt có thể thay thế (Type 79-II).
  - Kính nhìn hồng ngoại hay hệ thống ảnh nhiệt cho pháo thủ và chỉ huy
  - Hệ thống điều khiển hỏa lực của Marconi:
    - Định tầm laser TLRLA
    - Máy tính đạn đạo BCLA
    - Kính ngắm cho pháo thủ TGSA

  - Động cơ Diesel công suất 730 mã lực làm mát bằng chất lỏng Type 12150L-7BW.
  - Hệ thống trợ lực lái
  - Hệ thống chữa cháy tự động
  - Giáp váy bên
- Type 79-II
  - Trang bị pháo cải tiến ZPL-83A (Type 83A) 105 vmm.[16]
  - Có khả năng trang bị giáp phản ứng nổ Explosive Reactive Armor (ERA)
- GCZ-110: xe công binh[17]

### Các phiên bản do nước ngoài sản xuất

#### Iraq
- Type 69-QM – Còn được gọi là T-55B trong quân đội Iraq. Type 69-II trang bị pháo 100 mm tiêu chuẩn, có thiện giáp và súng cối 60 mm. Sản xuất 1986–1988.
- Type 69-QM1 – Xe tăng Kiểu 69-II được nâng cấp với pháo nòng xoắn 105 mm tiêu chuẩn NATO và máy đo khoảng cách laser. Sản xuất trong giai đoạn 1984–1988.
- Type 69-QM2 – Kiểu 69-II được nâng cấp với pháo chính nòng trơn 125 mm (L80) tiêu chuẩn của Khối Hiệp ước Warsaw và máy đo khoảng cách laser. Sản xuất từ năm 1986–1991.

#### Bangladesh

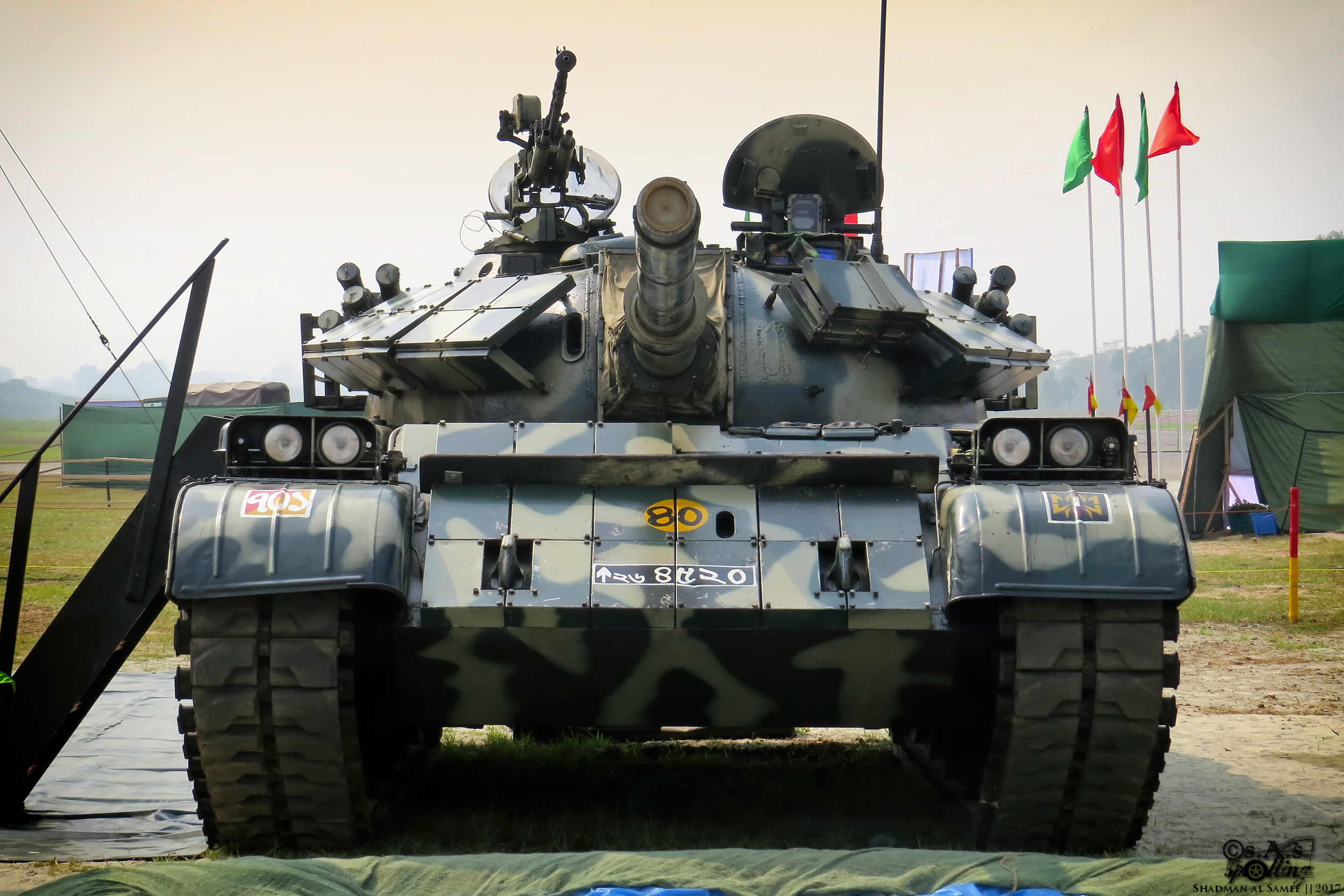
Xe tăng T-69IIG với trang bị giáp phản ứng nổ trong biên chế quân đội Bangladesh

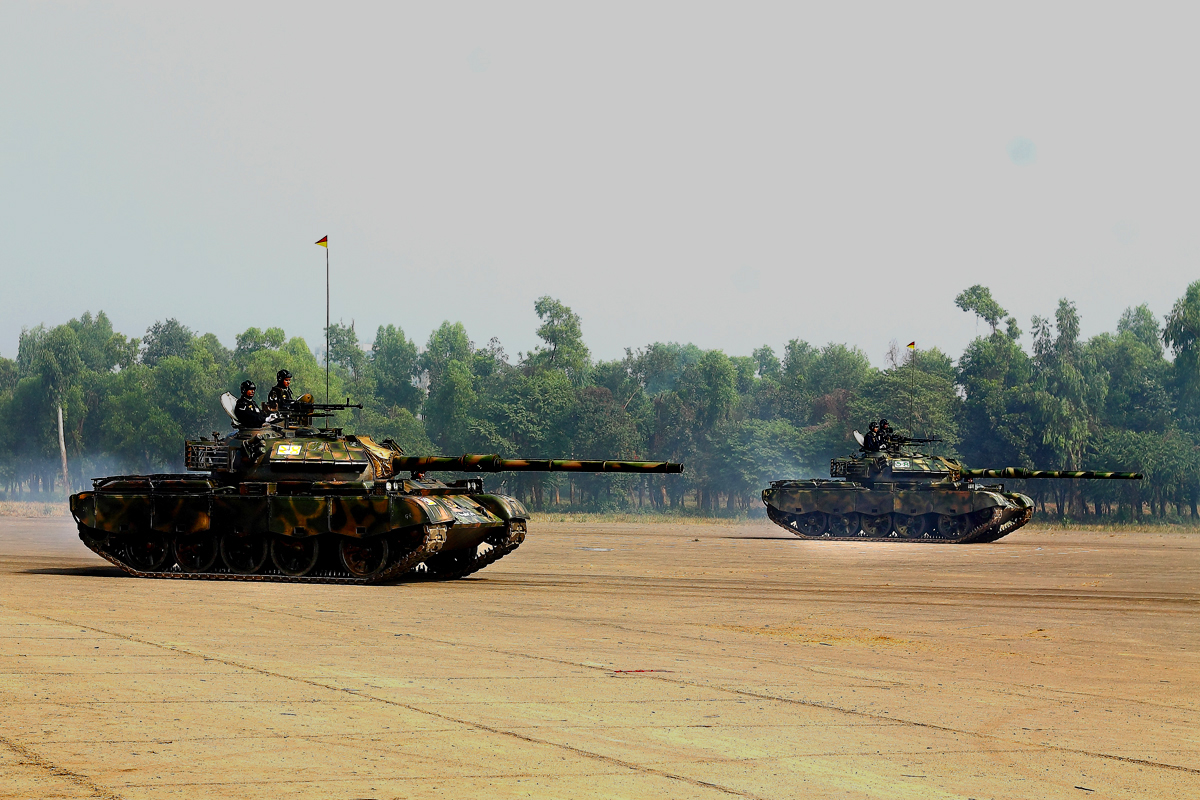
T-69IIG của quân đội Bangladesh

- T-69IIG – Phiên bản cải tiến của quân đội Bangladesh
  - Pháo nòng trơn Type-83A (cải tiến từ L-7 với bầu hút khí thuốc và nòng dài hơn (tương thích với NATO), được trang bị nạp đạn bán chủ động.
  - Hệ thống thống kiểm soát hỏa lực mới (FCS), máy đo khoảng cách bằng laser, kính ngắm ban đêm và liên kết dữ liệu chiến đấu
  - Động cơ diesel 850 hp (630 kW)
  - Giáp phản ứng nổ thế hệ thứ 3 của Trung Quốc, Chệ thống chữa cháy tự động, bộ cảnh báo laser chiếu đến, bảo vệ NBC.
  - Thiết bị liên lạc và dẫn đường mới (bao gồm cả máy thu GPS)
  - Bánh xích bọc cao su.

#### Myanmar
- Quân đội Myanmar sở hữu 50 xe tăng chủ lực Type-69 và 80 xe tăng chủ lực Type-69-2.[18] Tất cả đều được nâng cấp tại địa phương bằng thiết bị của Ukraine vào tháng 5 năm 2019 theo tiêu chuẩn Type-69II(Mod).

## Các nước sử dụng

### Vẫn còn sử dụng

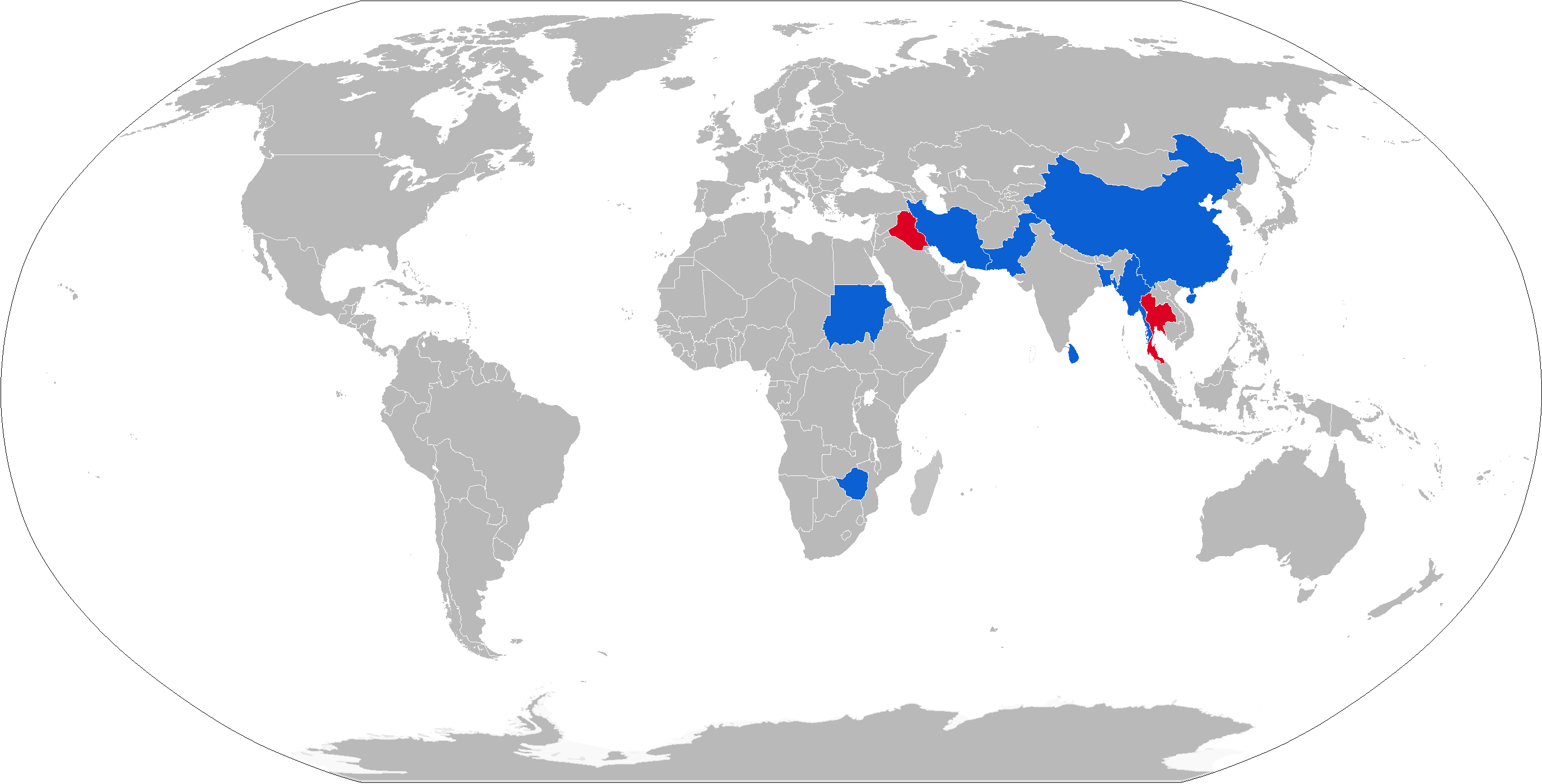

- Bangladesh − 58 Type 69 và Type 69G tính đến 2024.[19]
- Trung Quốc − 200 Type 79 tính đến 2024.[20]
- Pakistan − 400 chiếc tính đến 2024.[21]
- Myanmar − 100 Type 69-II tính đến 2024.[22]
- Zimbabwe − 10 chiếc.[23]

### Đã loại biên
- Iran − Khoảng 200 chiếc vào năm 2011.[24]
- Iraq − Khoảng 1.500 chiếc Type 69-I và Type 69-II được mua từ Trung Quốc giữa năm 1983 đến 1988.[25]
- Thái Lan − Có 50 chiếc được cất trong kho vào năm 2024.[26]